# Élection présidentielle éthiopienne de 2024
L'élection présidentielle ethiopienne de 2024 a lieu au scrutin indirect le 7 octobre 2024 afin d'élire le Président de l'Éthiopie.
La présidente sortante Sahle-Work Zewde ne se représente pas, ouvrant la voix à l'élection à l'unanimité du ministre des affaires étrangères, Taye Atske Sélassié.

## Contexte

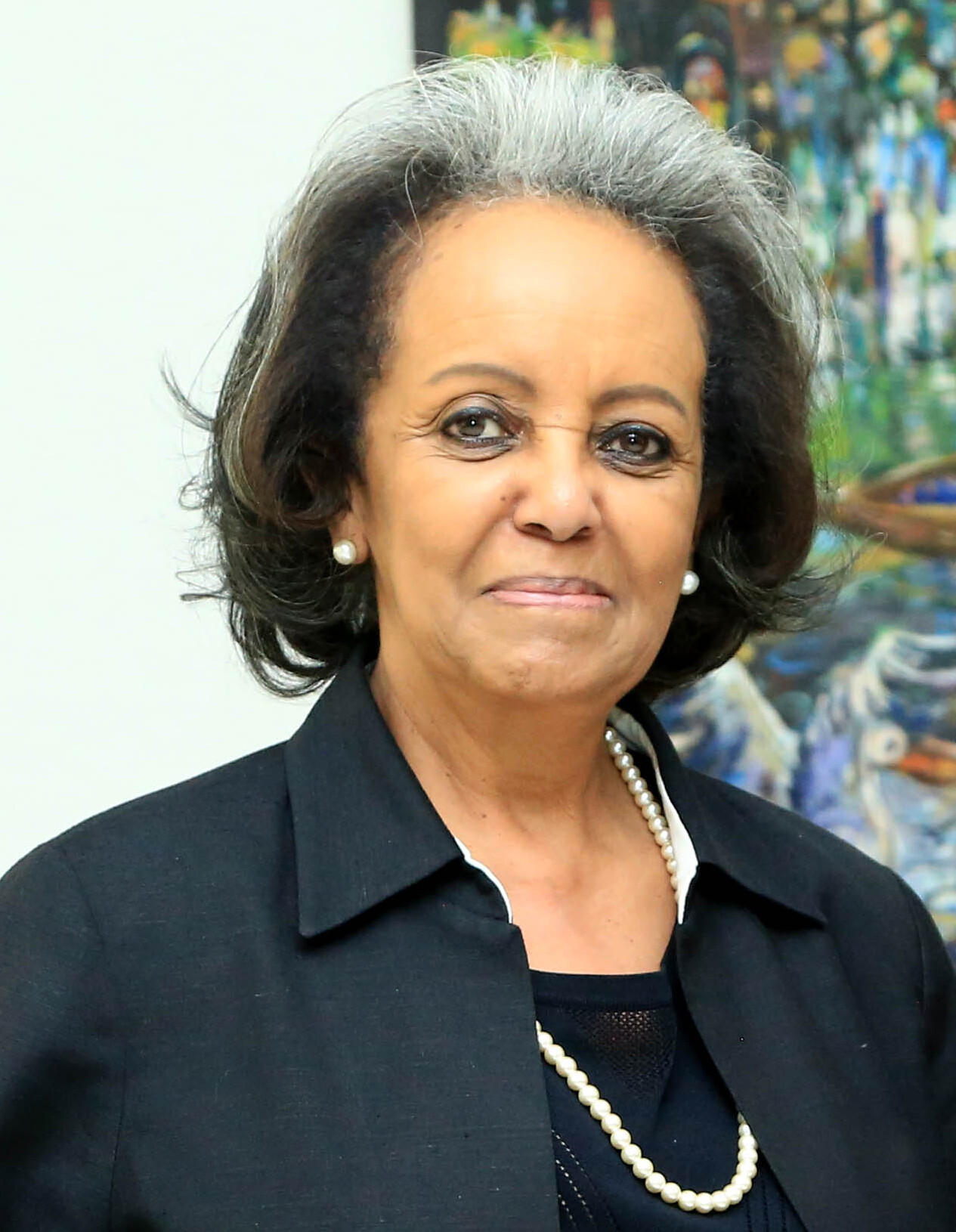
Sahle-Work Zewde

L'élection présidentielle de 2018 avait eu lieu de manière anticipée à la suite de la démission du président Mulatu Teshome, conduisant à l'élection de Sahle-Work Zewde, une diplomate expérimentée qui devient première femme présidente du pays, un rôle essentiellement honorifique.

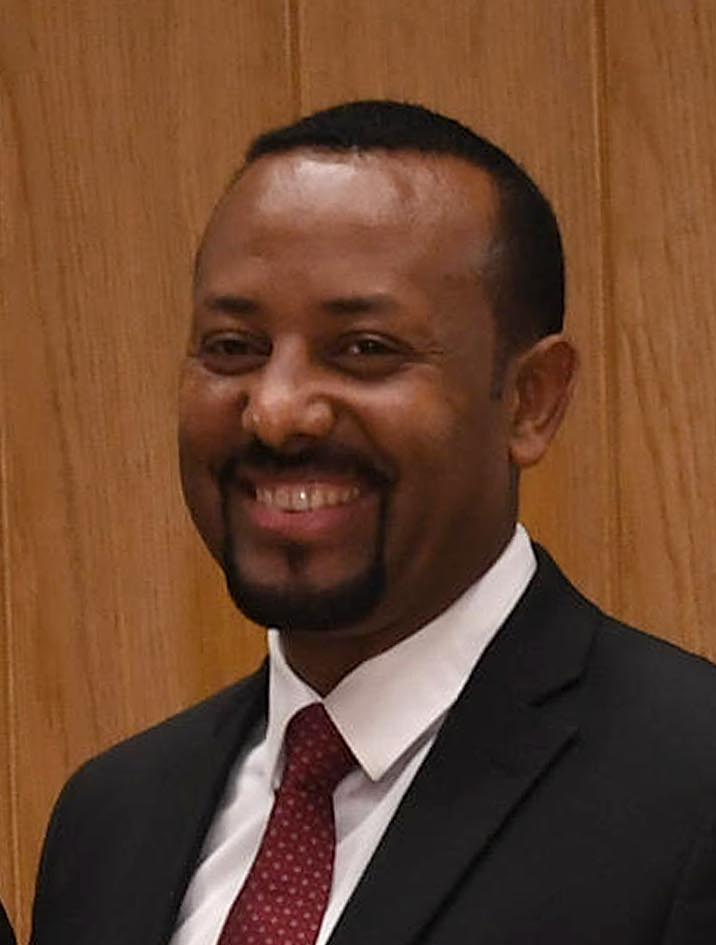
Abiy Ahmed

Le pays est dirigé depuis 2018 par le Premier ministre Abiy Ahmed. Celui-ci se lance très vite dans un vaste programme de réformes, dont la libération de dissidents, une ouverture de l’espace démocratique ainsi que la paix avec l’Érythrée voisine, ce qui lui vaut une importante popularité et l'attribution du prix Nobel de la paix en 2019,. Les années qui suivent remettent cependant largement en cause ce premier bilan. Sa gestion de la Guerre du Tigré qui voit l'écrasement de la rébellion menée par la Front de libération du peuple du Tigré de 2020 à 2022 est largement condamnée par la communauté internationale, qui lui reproche la répression sanglante des rebelles et l'impact humanitaire désastreux sur la population de la région,.
Courant 2024, Abiy Ahmed fait entrer le pays dans les BRICS+, après avoir signé début janvier un mémorandum d'entente avec le Somaliland qui prévoit la concession à l'Éthiopie d'un bail de cinquante ans sur le port en eau profonde de Berbera et l'installation d'une base militaire éthiopienne au Somaliland. L'accord répond au but poursuivi de longue date par l’Éthiopie de sécurisation d'un accès à la mer. En échange, l’Éthiopie promet une reconnaissance diplomatique du Somaliland  — non reconnu par la communauté internationale — et de parts dans la compagnie aérienne Ethiopian Airlines. La Somalie rappelle alors son ambassadeur à Addis-Abeba, dénonçant cet accord comme illégal car violant son intégrité territoriale. L'accord vaut à l’Éthiopie les critiques de la communauté internationale, ainsi que de fortes tensions avec la quasi-totalité de ses voisins, notamment soutenus par l'Egypte en raison du différent qui les opposent sur la question du Grand barrage de la Renaissance,
La présidente Sahle-Work Zewde s'implique quant à elle dans des campagnes de soutien à l'empouvoirement des femmes, notamment celles menées par le Forum Génération Égalité. Son mandat est remarqué pour sa contribution à la normalisation de la présence des femmes éthiopienne dans les processus de décision. Bien qu'éligible à un second mandat, elle décide à quelques semaines du scrutin de ne pas se représenter, sur fond de tensions avec le gouvernement et de reproches faites à son encontre en raison de son absence de communication sur la gestion de la guerre et de la crise humanitaire. Son silence sur ces deux sujets avait conduit à des critiques et des appels à une action plus loquace de la présidence sur ces sujets,.

## Système électoral
Le président de la république démocratique fédérale d'Éthiopie est élu à la majorité des deux tiers par les deux chambres du Parlement de l'Éthiopie réunies en congrès, pour un mandat de six ans renouvelable une fois. Si aucun candidat n'atteint ce seuil, l'élection est faite à la majorité absolue puis, si toujours aucun candidat n'est élu au troisième tour de scrutin, la majorité relative suffit. L'élection par les parlementaires se fait de manière publique, à main levée. L’Éthiopie étant dotée d'un régime parlementaire, son président possède des attributions essentiellement symboliques et honorifiques, le premier Ministre détenant la majorité du pouvoir exécutif.

## Résultat

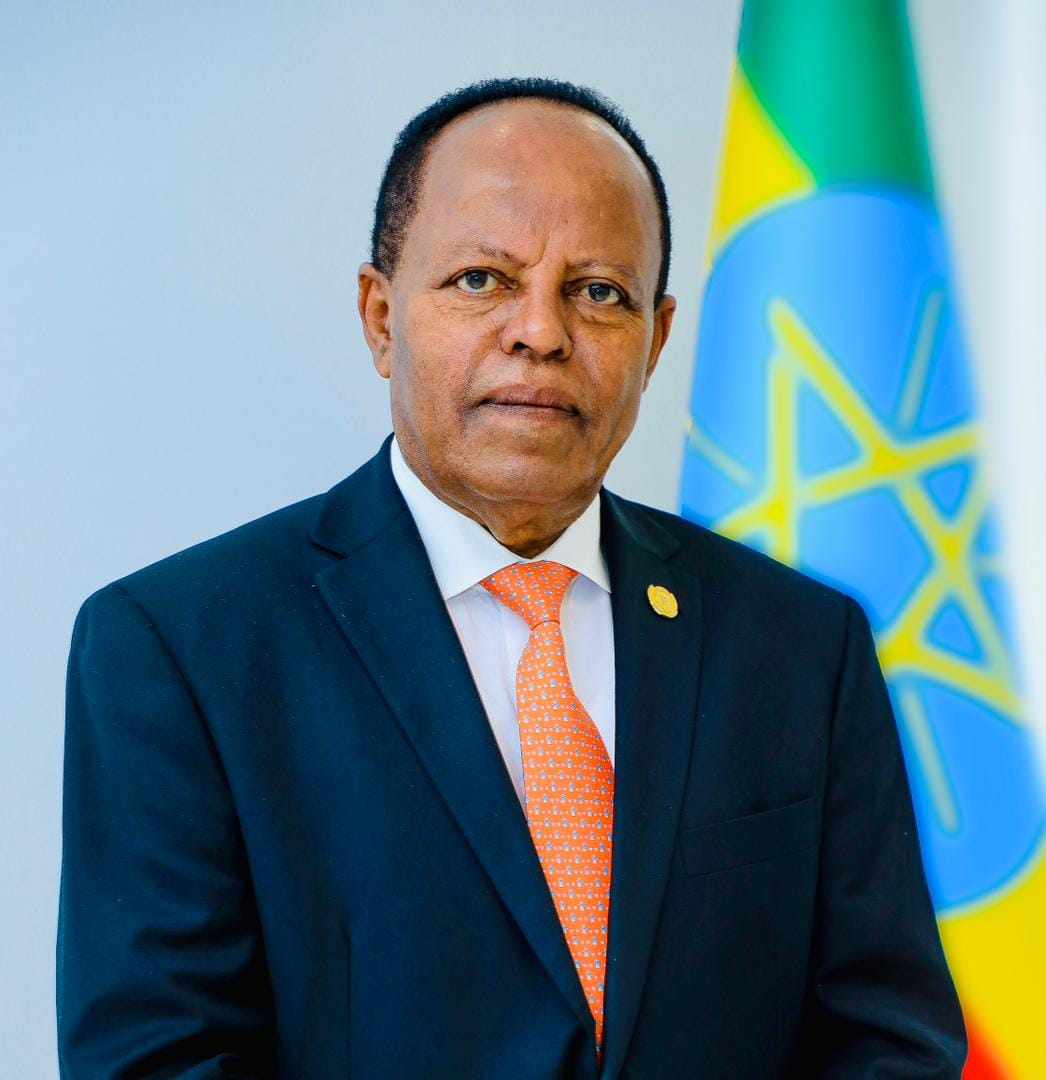
Taye Atske Sélassié

Seul en lice, l'Indépendant Taye Atske Sélassié est élu à l'unanimité des voix des membres des deux chambres du parlement, contre cinq abstentions. Diplomate de carrière — domaine dans lequel il travaille pendant près de quarante ans — il avait été ambassadeur en Égypte en 2017, puis représentant pour l’Éthiopie à Organisation des Nations unies en 2018, avant de devenir ministre des affaires étrangères en février 2024. Il prête serment en présence du Premier ministre Abiy Ahmed puis reçoit un exemplaire de la Constitution des mains de Sahle-Work Zewde, qui quitte le bâtiment sans s’adresser aux parlementaires,.
Lors de son discours inaugural, le nouveau président appelle à la construction d'une paix nationale durable et à la défense de l'État de droit, rappelant notamment au gouvernement que « toutes les portes menant à la paix restent grandes ouvertes. ». Il appelle également le pays à participer activement au maintien de la paix dans la corne de l'Afrique, et plus particulièrement au Soudan voisin toujours en proie à une violente guerre civile. Le passé diplomatique de Taye Atske Sélassié est jugé susceptible de le voir s'impliquer plus activement sur ces sujets que sa prédécesseure.